# Mayteniella distincta
Mayteniella distincta är en tvåvingeart som beskrevs av Maia 2001. Mayteniella distincta ingår i släktet Mayteniella och familjen gallmyggor. Inga underarter finns listade i Catalogue of Life.